# Jacques Dynam
Jacques Dynam (n. 30 decembrie 1923, Montrouge, Seine, Franța – d. 11 noiembrie 2004, Paris, Île-de-France, Franța) a fost un actor francez. A apărut în peste 150 de filme în perioada 1942 și 2004, printre care trilogia Fantômas. S-a născut și a murit la Paris, Franța.

## Filmografie
- 1942 La symphonie fantastique - (nemenționat)
- 1944 The Angel of the Night - Un étudiant (nemenționat)
- 1944 Les Petites du quai aux fleurs - Paulo
- 1945 La Boîte aux rêves - Petit rôle (nemenționat)
- 1945 Alone in the Night - Le chasseur
- 1946 Lunegarde
- 1946 Les Démons de l'aube - Gauthier
- 1946 The Ideal Couple
- 1947 Fantômas - Un préparateur
- 1948 Le diamant de cent sous - Georges
- 1948 3ème cheminée sur la gauche
- 1948 La figure de proue - Lomond
- 1948 Scandale
- 1948 Toute la famille était là - Gaston
- 1949 Manon - Un marin (nemenționat)
- 1949 Doctor Laennec - Meriadec
- 1949 Barry - Le moine Claudius
- 1949 Vient de paraître - Un journaliste
- 1949 Millionnaires d'un jour - Michel
- 1950 Amour et compagnie - Le marin
- 1950 The Ferret - Pierre
- 1950 Menace de mort - Pierre
- 1950 The Paris Waltz - Le calife de Ramsoun
- 1950 Tuesday's Guest - Jean Gompers
- 1950 Les femmes sont folles - Le cousin Fernand
- 1950 Ma pomme - Jacques Turpin
- 1951 Without Leaving an Address - Un photographe
- 1951 Mon phoque et elles - Un livreur
- 1951 La passante - Le poinçonneur
- 1951 La vie est un jeu
- 1951 The Night Is My Kingdom - Jean Gaillard
- 1951 Descendez, on vous demande - Gilbert
- 1951 My Wife Is Formidable - Francis Germain
- 1951 Duel in Dakar - Reinard
- 1952 Massacre in Lace - Pablo le Bègue
- 1952 Les Amants maudits - Raoul
- 1952 Allô... je t'aime - Gilbert Pujol
- 1952 Judgement of God - Un soldat (nemenționat)
- 1952 La Jeune Folle - Le consommateur
- 1952 My Husband Is Marvelous - L'efféminé
- 1953 Les amours finissent à l'aube - Inspecteur Sennac
- 1954 Quai des blondes - Dominique
- 1954 Mam'zelle Nitouche - Le premier réserviste (nemenționat)
- 1954 Le Secret d'Hélène Marimon - Galdou
- 1954 Le collège en folie
- 1954 Cadet Rousselle - L'aubergiste des Trois Grâces
- 1954 Yours Truly, Blake - Gaston
- 1955 Pas de souris dans le business
- 1955 House on the Waterfront - Le Meur
- 1955 L'impossible Monsieur Pipelet - Monsieur Durand, un futur père
- 1955 La Madelon - Le chasseur de chez Maxim's
- 1955 Pas de pitié pour les caves - Jo
- 1955 On déménage le colonel - Clotaire
- 1956 La fierecilla domada - Florindo
- 1956 À la manière de Sherlock Holmes - Assistant
- 1956 Crime and Punishment - Le client de Madame Horvais (nemenționat)
- 1957 Que les hommes sont bêtes
- 1957 L'auberge en folie - Gustave
- 1957 Vacances explosives! - Le camionneur
- 1957 La polka des menottes - Le chauffeur du camion
- 1957 C'est une fille de Paname
- 1957 Marchands de filles - Mister Jean
- 1958 Le Souffle du désir - Jacques
- 1958 Les femmes sont marrantes sau „Ami-Ami", regia André Hunebelle - Max
- 1958 Prisons de femmes - Le médecin
- 1958 Taxi, Roulotte et Corrida - Pedro, le premier bandit
- 1958 Les Jeux dangereux - Dédé - le chauffeur
- 1959 Le gendarme de Champignol - Le gendarme Ratinet
- 1961 Contele de Monte Cristo (Le comte de Monte Cristo), regia Claude Autant-Lara
- 1963 Seul... à corps perdu
- 1963 Le coup de bambou
- 1963 Carom Shots - Macheron
- 1963 Maigret voit rouge - Un inspecteur
- 1964 Căutați idolul (Cherchez l'idole), regia Michel Boisrond - Le routier
- 1964 Comment trouvez-vous ma soeur?
- 1964 Une ravissante idiote - Le sergent de police
- 1964 Une souris chez les hommes - Le patron du café (nemenționat)
- 1964 Male Hunt - Un truand
- 1964 Male Companion - Le père d'Isabelle / Isabelle's Father
- 1964 Fantômas - L'inspecteur Bertrand
- 1964 Vânătoarea de bărbați (La Chasse à l'homme), regia Édouard Molinaro
- 1965 The Sleeping Car Murders - Un inspecteur
- 1965 Quand passent les faisans - Le chauffeur de Ribero
- 1965 Diamonds Are Brittle - Le commissaire
- 1965 Fantômas în acțiune (Fantômas se déchaîne), regia André Hunebelle - Bertrand
- 1966 Marele restaurant (Le Grand Restaurant), regia Jacques Besnard - Un serveur
- 1967 Fantômas contra Scotland Yard (Fantômas contre Scotland Yard), regia André Hunebelle - Bertrand
- 1967 Omul care valora miliarde (L'Homme qui valait des milliards), regia Michel Boisrond
- 1967 Les Têtes brûlées (1967) - Sosto
- 1967 Les grandes vacances (1967) - Croizac, le livreur de charbon
- 1967 Riscurile meseriei (Les risques du métier), regia André Cayatte - L'inspecteur de police Michaux
- 1968 A Strange Kind of Colonel (1968) -  Policeman
- 1969 Faites donc plaisir aux amis (1969) - Robert Garaudet
- 1970 The Little Theatre of Jean Renoir (1970, TV Movie) - Jules, le second mari / The Second Husband (segment "La cireuse électrique")
- 1972 Le Soldat Laforêt - L'homme en exode
- 1972 Dany la ravageuse - Hearse Driver
- 1973 Les grands sentiments font les bons gueuletons - Alphonse Neyrac
- 1974 Les Quatre Charlots mousquetaires - L'aubergiste
- 1974 La gueule de l'emploi - Le second déménageur
- 1974 La Grande Nouba - Le chef de la sécurité
- 1974 À nous quatre, Cardinal ! - L'aubergiste
- 1975 Filiera II (French Connection II), regia John Frankenheimer - Inspector Genevoix
- 1976 The Smurfs and the Magic Flute - Mortaille (voce)
- 1977 Parisian Life - Prosper
- 1978 Ne pleure pas - Commissaire Duplantier
- 1979 The Associate - Mathivet
- 1979 Womanlight - Le taxi malaimable
- 1980-1981 Julien Fontanes, magistrat (TV Series) - Panavier / Léon Boueix
- 1982 Qu'est-ce qui fait craquer les filles... - The hotel janitor
- 1983 Le braconnier de Dieu - Le brigadier
- 1983 Vară ucigașă (L’été meurtrier), regia Jean Becker - Ferraldo - patronul firmei de transport
- 1985 Tranches de vie - Alex, le restaurateur
- 1988 Bonjour l'angoisse - Patron de café 2
- 1989 The Super Mario Bros. Super Show! (TV Series) - (voce)
- 1991 Madame Bovary - L' abbé Bournisien
- 1998 Chômeurs mais on s'soigne
- 1999 The Children of the Marshland
- 2000 Le monde de Marty - Charles Dancourt
- 2003 Fanfan la Tulipe, regia Gérard Krawczyk - Chaville
- 2005 L'antidote - Le propriétaire de l'usine de jouets

## Legături externe
- Jacques Dynam la Internet Movie Database
- Jacques Dynam la Allmovie